# Пинские ястребы
«Пинские Ястребы» (бел. Пінскія ястрабы) — профессиональный хоккейный клуб из города Пинска. Основан 1 июня 2018 года на основе «Шахтёра-2». Выступает в Высшей лиги по хоккею с шайбой. Являются чемпионами 2022/2023